# Chi Cốt khí
Chi Cốt khí (danh pháp: Tephrosia) là một chi thực vật có hoa thuộc họ Đậu. Tên Latin của chi này có nguồn gốc từ tiếng Hy Lạp τεφρος (tephros), nghĩa là "màu tro".

## Sử dụng
Nhiều loài thuộc chi Cốt khí có độc tố, đặc biệt đối với cá, với nồng độ cao rotenone, được sử dụng để đánh bắt cá. Trong thế kỉ 20, một số loài thuộc chi Cốt khí đã được nghiên cứu để điều chế thuốc bảo vệ thực vật.

## Một số loài
| - Tephrosia astragaloides - Tephrosia candida DC. - Tephrosia cinerea (L.) Pers. - Tephrosia clementii Skan - Tephrosia coronillaefolia Welw. ex Baker - Tephrosia densiflora - Tephrosia frutescens - Tephrosia hildebrandtii - Tephrosia macropoda (E.Mey.) Harv. - Tephrosia nitens Benth. ex Seem. | - Tephrosia odorata Balf.f. - Tephrosia pondoensis (Codd) Schrire - Tephrosia purpurea (L.) Pers. - Tephrosia rosea F.Muell. ex Benth. - Tephrosia sinapou (Buc'hoz) A. Chev. - Tephrosia socotrana Thulin - Tephrosia tomentosa - Tephrosia toxicofera - Tephrosia virginiana (L.) Pers. - Tephrosia vogelii Hook.f. |

## Hình ảnh

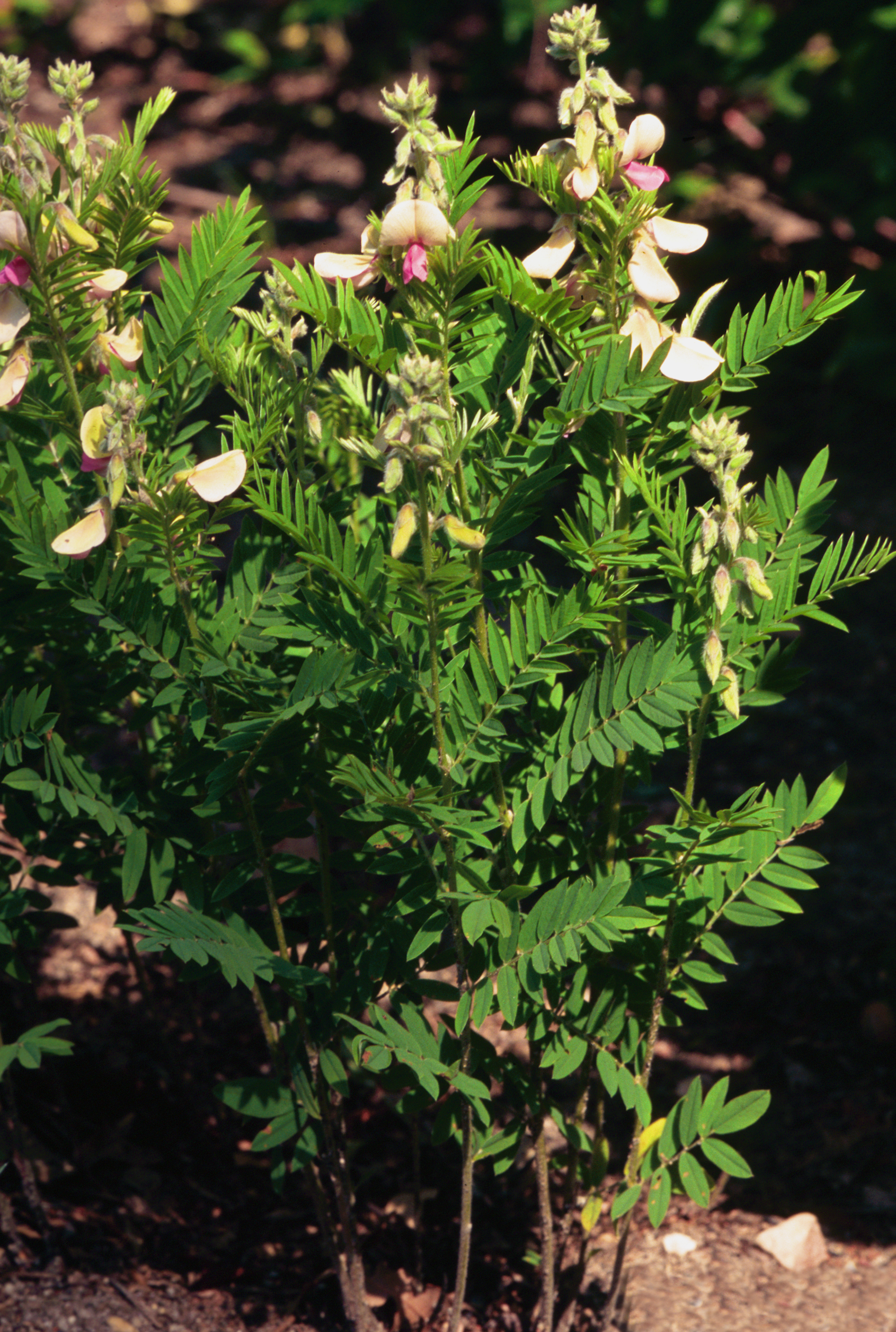
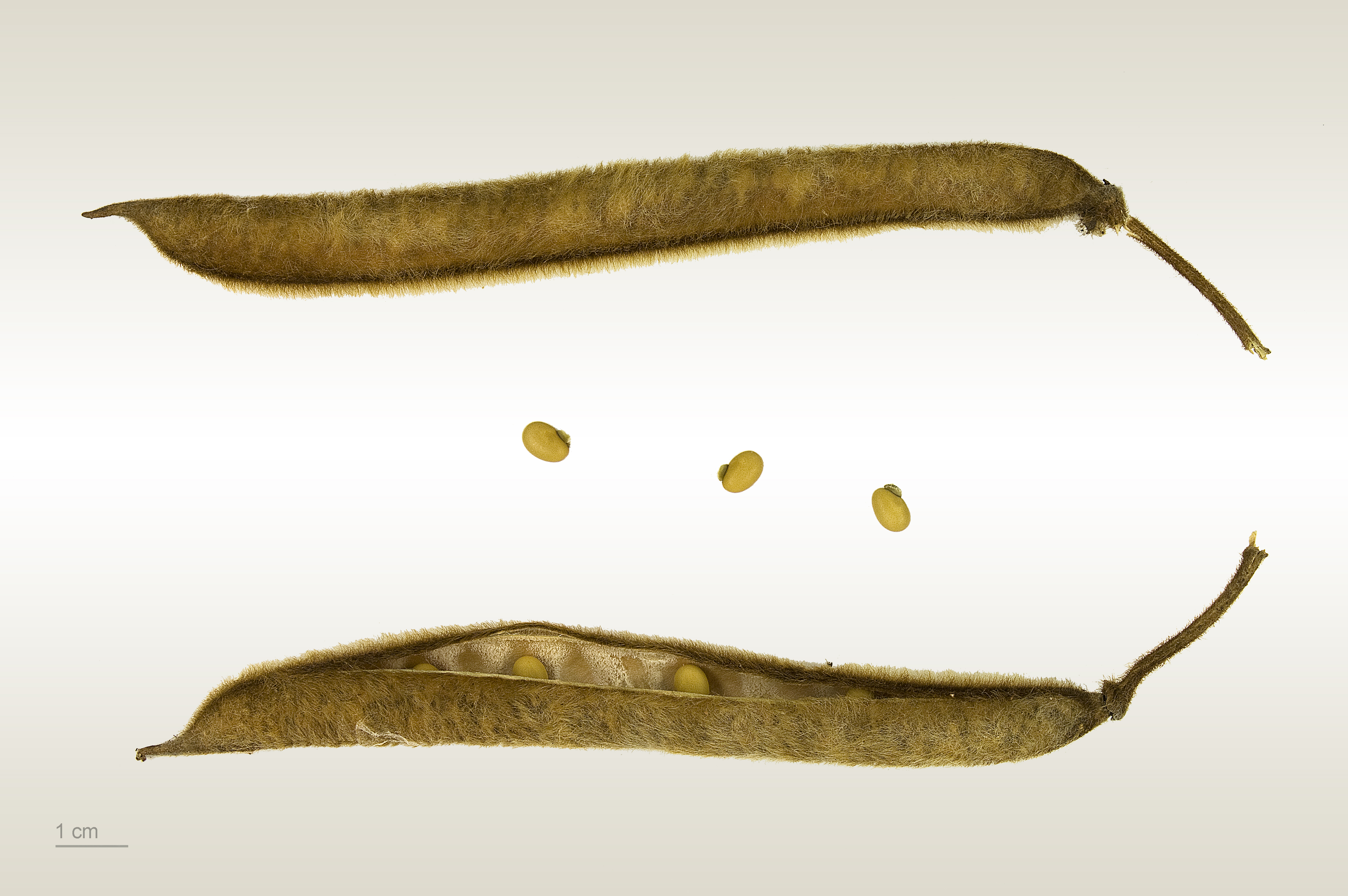
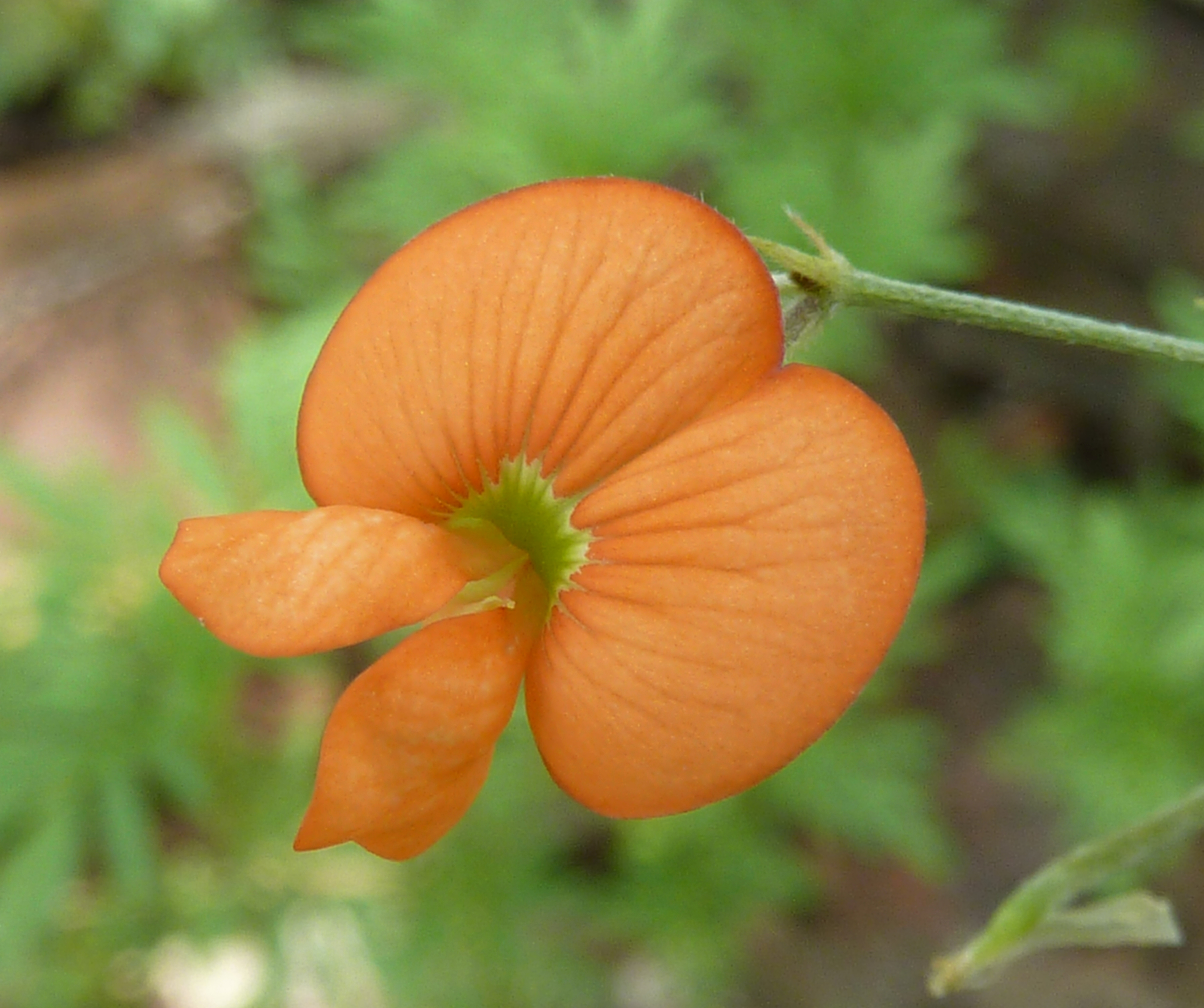